# Свердловка (Денисовський район)
Свердло́вка (каз. Свердлов) — село у складі Денисовського району Костанайської області Казахстану. Адміністративний центр Свердловського сільського округу.
Населення —  (2021; 860 у 2009, 794 у 1999,  у 1989).